# Calcium
Calcium es un lugar designado por el censo ubicado en el condado de Jefferson en el estado estadounidense de Nueva York. En el año 2000 tenía una población de 3,346 habitantes y una densidad poblacional de 231 personas por km².

## Geografía
Calcium se encuentra ubicado en las coordenadas 44°2′5″N 75°50′32″O / 44.03472, -75.84222.

## Demografía
Según la Oficina del Censo en 2000 los ingresos medios por hogar en la localidad eran de $28,977, y los ingresos medios por familia eran $30,000. Los hombres tenían unos ingresos medios de $25,243 frente a los $16,250 para las mujeres. La renta per cápita para la localidad era de $10,356. Alrededor del 12.7% de la población estaban por debajo del umbral de pobreza.